# Highway to Hell (album)
Highway to Hell er det sjette album af det australske hårde rock band AC/DC som blev udgivet i 1979. Alle sangene er skrevet af Angus Young, Malcolm Young, og Bon Scott. Dette var bandets sidste udgivelse med vokalisten Bon Scott som døde det følgende år.
Highway to Hell blev oprindeligt udgivet gennem Albert Productions som gav salgrettighederne videre til Atlantic Records så det kunne blive udgivet internationalt. Albummet blev genudgivet igen i 2003 denne gang gennem Epic Records som et led i AC/DCs kvalitetsforbedret serier. Den 25. maj 2006 fik albummet tildelt syv platin af RIAA. I 2003 blev albummet placeret som nummer 197 på magasinet Rolling Stones liste over de 500 bedste albums til dato.

## Numre
- Alle sange er skrevet og komponeret af Angus Young, Malcolm Young og Bon Scott.

1. "Highway to Hell" – 3:32
2. "Girls Got Rhythm" – 3:27
3. "Walk All Over You" – 5:13
4. "Touch Too Much" – 4:30
5. "Beating Around the Bush" – 4:00
6. "Shot Down in Flames" – 3:26
7. "Get It Hot" – 2:38
8. "If You Want Blood (You've Got It)" – 4:40
9. "Love Hungry Man" – 4:20
10. "Night Prowler" – 6:27

## Musikere
- Bon Scott – Vokal
- Angus Young – Leadguitar, bagvokal
- Malcolm Young – Rytmeguitar, bagvokal
- Cliff Williams – Basguitar, bagvokal
- Phil Rudd – Trommer, bagvokal

## Placering på hitliste

### Billboard 200(Nordamerika) – album
1. 1979   Pop Albums	                Nr. 17

### Billboard (Nordamerika) – singler
1. 1979   Highway To Hell          Pop Singles                     Nr. 47
2. 1992   Highway To Hell(Live)	Mainstream Rock Tracks	        Nr. 29